# Not That Kind (singel)
"Not That Kind" – drugi singel promujący debiutancki album Anastacii pod tym samym tytułem. Tekst został stworzony przez Anastacię, Willa Wheatona i Marvina Younga. Premiera singla odbyła się 16 października 2000 roku w Europie.
Teledysk do piosenki został wyreżyserowany przez Marca Webba a nagrano go w Nowym Jorku.

## Lista utworów
- Ameryka

1. "Not That Kind" (Album Version) – 3:20
2. "Not That Kind" (Kerri Chandler Vocal Mix – Radio Edit) – 3:46
3. "Not That Kind" (Maurice Joshua's Chicken Pox Radio Mix) – 3:33
4. "Black Roses" – 3:38

- Wielka Brytania

1. "Not That Kind" (Album Version) – 3:20
2. "Not That Kind" (Kerri Chandler Vocal Mix) – 3:34
3. "Not That Kind" (Maurice Joshua's Chicken Pox Club Mix) – 7:32
4. "Not That Kind" (Video)

- Europa

1. "Not That Kind" (Album Version) – 3:20
2. "Not That Kind" (Ric Wake Club Final) – 7:59
3. "Not That Kind" (Kerri Chandler Vocal Mix – Radio Edit) – 3:34
4. "Not That Kind" (Maurice Joshua's Chicken Pox Radio Mix) – 3:33
5. "Not That Kind" (LT's Not That Dub Mix) – 7:13

- Australia – CD1

1. "Not That Kind" (Album Version) – 3:20
2. "Not That Kind" (Ric Wake Club Final) – 7:58
3. "Not That Kind" (Kerri Chandler Vocal Mix) – 6:52
4. "Not That Kind" (Kerri Chandler Organ Dub) – 6:52
5. "Not That Kind" (Maurice's Chicken Pox Club Mix) – 7:32
6. "I'm Outta Love" (Matty's Soulflower Mix) – 5:56
7. "Nothin' At All" – 4:29

- Australia – CD2

1. "Not That Kind" (Album Version) – 3:20
2. "I'm Outta Love" (Radio Edit) – 3:49
3. "I'm Outta Love" (Hex Hector Radio Edit) – 4:04
4. "I'm Outta Love" (Matty's Too Deep Mix) – 9:28
5. "I'm Outta Love" (Hex Hector Main Club Mix) – 8:00
6. "I'm Outta Love" (Ron Trent's Club Mix) – 8:33
7. "Baptize My Soul" – 4:13

## Remiksy
- Album Version – 3:20
- DJ Amanda Remix – 7:45
- Hec Hector Club Mix – 7:50
- Hec Hector Radio Edit – 3:10
- JS Ectasy Mix – 5:49
- Kerri Chandler Mix – 3:34
- Kerri Chandler Organ Dub – 6:52
- Kerri Chandler Vocal Mix – 6:52
- LT's Not That Dub Mix – 7:13
- Maurice's Chicken Pox Club Mix – 7:32
- Maurice Joshua's Chickenpox Mix – 3:33
- Maurice CP Dubstrumental Mix – 7:03
- Mousse T Remix – 3:25
- Ric Wake Club Final – 7:59
- Ric Wake's Mix – 4:50
- Ultimix 81 Mix – 6:29
- Ulti-Remix – 6:24